# Wereldbeker shorttrack 2014/2015
De Wereldbeker shorttrack 2014/2015 (officieel: ISU Short Track Speed Skating World Cup 2014-15) was een door de Internationale Schaatsunie georganiseerde shorttrackcompetitie. De cyclus begon op 7 november 2014 in in het Amerikaanse Salt Lake City en eindigde op 15 februari in het Turkse Erzurum.

## Mannen

### Kalender
| Datum                                                  | Plaats         | Onderdeel       | Eerste                                                                   | Tweede                                                                   | Derde                                                                         |
| ------------------------------------------------------ | -------------- | --------------- | ------------------------------------------------------------------------ | ------------------------------------------------------------------------ | ----------------------------------------------------------------------------- |
| 08/11/2014                                             | Salt Lake City | 1000m (1)       | Viktor An                                                                | Park Se-yeong                                                            | Sjinkie Knegt                                                                 |
| 08/11/2014                                             | Salt Lake City | 1500m           | Sin Da-woon                                                              | Charles Hamelin                                                          | Lee Jung-su                                                                   |
| 09/11/2014                                             | Salt Lake City | 500m            | John-Henry Krueger                                                       | Sjinkie Knegt                                                            | Wu Dajing                                                                     |
| 09/11/2014                                             | Salt Lake City | 1000m (2)       | Seo Yi-ra                                                                | Semjon Jelistratov                                                       | Roeslan Zacharov                                                              |
| 09/11/2014                                             | Salt Lake City | 5000m aflossing | Rusland Viktor An Vladimir Grigorev Semjon Jelistratov Dmitri Migoenov   | China Chen Dequan Han Tianyu Wu Dajing Xu Hongzhi                        | Verenigde Staten Keith Carroll Cole Krueger John-Henry Krueger Ryan Pivirotto |
| 15/11/2014                                             | Montreal       | 500m (1)        | Wu Dajing                                                                | Dmitri Migoenov                                                          | Kwak Yoon-gy                                                                  |
| 15/11/2014                                             | Montreal       | 1500m           | Park Se-yeong                                                            | Sin Da-woon                                                              | Sjinkie Knegt                                                                 |
| 16/11/2014                                             | Montreal       | 500m (2)        | Dmitri Migoenov                                                          | Vladimir Grigorev                                                        | John-Henry Krueger                                                            |
| 16/11/2014                                             | Montreal       | 1000m           | Sin Da-woon                                                              | Semjon Jelistratov                                                       | Shaolin Sándor Liu                                                            |
| 16/11/2014                                             | Montreal       | 5000m aflossing | Zuid-Korea Kwak Yoon-gy Park Se-yeong Seo Yi-ra Sin Da-woon              | Hongarije Csaba Burján Viktor Knoch Shaolin Sándor Liu Shaoang Liu       | Verenigd Koninkrijk Jon Eley Richard Shoebridge Paul Stanley Jack Whelbourne  |
| 13/12/2014                                             | Shanghai       | 500m (1)        | Kwak Yoon-gy                                                             | Shaolin Sándor Liu                                                       | Dmitri Migoenov                                                               |
| 13/12/2014                                             | Shanghai       | 1500m           | Sin Da-woon                                                              | Charles Hamelin                                                          | John-Henry Krueger                                                            |
| 14/12/2014                                             | Shanghai       | 500m (2)        | Dmitri Migoenov                                                          | John-Henry Krueger                                                       | William Preudhomme                                                            |
| 14/12/2014                                             | Shanghai       | 1000m           | Charles Hamelin                                                          | Sjinkie Knegt                                                            | Shaolin Sándor Liu                                                            |
| 14/12/2014                                             | Shanghai       | 5000m aflossing | Zuid-Korea Han Seung-soo Kwak Yoon-gy Seo Yi-ra Sin Da-woon              | Nederland Daan Breeuwsma Sjinkie Knegt Itzhak de Laat Freek van der Wart | Canada Patrick Duffy Samuel Girard Charles Hamelin Francois Hamelin           |
| 20/12/2014                                             | Seoel          | 1000m           | Wu Dajing                                                                | Kwak Yoon-gy                                                             | Sjinkie Knegt                                                                 |
| 20/12/2014                                             | Seoel          | 1500m           | Sin Da-woon                                                              | Chen Dequan                                                              | Park Se-yeong                                                                 |
| 21/12/2014                                             | Seoel          | 500m            | Seo Yi-ra                                                                | Sjinkie Knegt                                                            | Charles Hamelin                                                               |
| 21/12/2014                                             | Seoel          | 3000m           | Lee Jung-su                                                              | Kwak Yoon-gy                                                             | Sin Da-woon                                                                   |
| 21/12/2014                                             | Seoel          | 5000m aflossing | Nederland Daan Breeuwsma Sjinkie Knegt Adwin Snellink Freek van der Wart | Canada Charle Cournoyer Patrick Duffy Samuel Girard Charles Hamelin      | China Chen Dequan Wu Dajing Xu Hongzhi Zhang Hongchao                         |
| Europese kampioenschappen shorttrack 2015 in Dordrecht |                |                 |                                                                          |                                                                          |                                                                               |
| 07/02/2015                                             | Dresden        | 1000m           | Semjon Jelistratov                                                       | Vladimir Grigorev                                                        | Sjinkie Knegt                                                                 |
| 07/02/2015                                             | Dresden        | 1500m (1)       | Sin Da-woon                                                              | Park Se-yeong                                                            | Chen Dequan                                                                   |
| 08/02/2015                                             | Dresden        | 500m            | Dmitri Migoenov                                                          | Francois Hamelin                                                         | Kwak Yoon-gy                                                                  |
| 08/02/2015                                             | Dresden        | 1500m (2)       | Semjon Jelistratov                                                       | Han Seung-soo                                                            | Charles Hamelin                                                               |
| 08/02/2015                                             | Dresden        | 5000m aflossing | Nederland Daan Breeuwsma Sjinkie Knegt Mark Prinsen Freek van der Wart   | Hongarije Csaba Burján Viktor Knoch Shaoang Liu Shaolin Sandor Liu       | China Wu Dajing Chen Dequan Shi Jingnan Han Tianyu                            |
| 14/02/2015                                             | Erzurum        | 1000m (1)       | Semjon Jelistratov                                                       | Sjinkie Knegt                                                            | Sin Da-woon                                                                   |
| 14/02/2015                                             | Erzurum        | 1500m           | Han Tianyu                                                               | Chen Dequan                                                              | Viktor An                                                                     |
| 15/02/2015                                             | Erzurum        | 500m            | Viktor Knoch                                                             | Wu Dajing                                                                | Charles Hamelin                                                               |
| 15/02/2015                                             | Erzurum        | 1000m (2)       | Sin Da-woon                                                              | Viktor An                                                                | Patrick Duffy                                                                 |
| 15/02/2015                                             | Erzurum        | 5000m aflossing | China Chen Dequan Han Tianyu Shi Jingnan Wu Dajing                       | Zuid-Korea Kwak Yoon-gy Lee Han-bin Lee Jung-su Sin Da-woon              | Nederland Daan Breeuwsma Sjinkie Knegt Adwin Snellink Freek van der Wart      |
| Wereldkampioenschappen shorttrack 2015 in Moskou       |                |                 |                                                                          |                                                                          |                                                                               |

### Eindstanden
| #      | Naam            | Punten |
| ------ | --------------- | ------ |
| Goud   | Dmitri Migoenov | 46078  |
| Zilver | Wu Dajing       | 36737  |
| Brons  | Kwak Yoon-gy    | 27977  |

| #      | Naam               | Punten |
| ------ | ------------------ | ------ |
| Goud   | Semjon Jelistratov | 36000  |
| Zilver | Sjinkie Knegt      | 35211  |
| Brons  | Sin Da-woon        | 33198  |

| #      | Naam            | Punten |
| ------ | --------------- | ------ |
| Goud   | Sin Da-woon     | 54400  |
| Zilver | Chen Dequan     | 27773  |
| Brons  | Charles Hamelin | 24497  |

| #      | Land       | Punten |
| ------ | ---------- | ------ |
| Goud   | Nederland  | 34400  |
| Zilver | Zuid-Korea | 33120  |
| Brons  | China      | 30800  |

## Vrouwen

### Kalender
| Datum                                                  | Plaats         | Onderdeel       | Eerste                                                                | Tweede                                                               | Derde                                                                                   |
| ------------------------------------------------------ | -------------- | --------------- | --------------------------------------------------------------------- | -------------------------------------------------------------------- | --------------------------------------------------------------------------------------- |
| 08/11/2014                                             | Salt Lake City | 1000m (1)       | Marianne St-Gelais                                                    | Choi Min-jeong                                                       | Fan Kexin                                                                               |
| 08/11/2014                                             | Salt Lake City | 1500m           | Shim Suk-hee                                                          | Kim A-lang                                                           | Arianna Fontana                                                                         |
| 09/11/2014                                             | Salt Lake City | 500m            | Fan Kexin                                                             | Arianna Fontana                                                      | Marianne St-Gelais                                                                      |
| 09/11/2014                                             | Salt Lake City | 1000m (2)       | Shim Suk-hee                                                          | Kim A-lang                                                           | Valérie Maltais                                                                         |
| 09/11/2014                                             | Salt Lake City | 3000m aflossing | Zuid-Korea Choi Min-jeong Jeon Ji-soo Kim A-lang Shim Suk-hee         | China Fan Kexin Han Yutong Lin Yue Tao Jiaying                       | Canada Kim Boutin Kasandra Bradette Valérie Maltais Marianne St-Gelais                  |
| 15/11/2014                                             | Montreal       | 500m (1)        | Fan Kexin                                                             | Marianne St-Gelais                                                   | Jeon Ji-soo                                                                             |
| 15/11/2014                                             | Montreal       | 1500m           | Choi Min-jeong                                                        | Arianna Fontana                                                      | Shim Suk-hee                                                                            |
| 16/11/2014                                             | Montreal       | 500m (2)        | Arianna Fontana                                                       | Jeon Ji-soo                                                          | Lin Yue                                                                                 |
| 16/11/2014                                             | Montreal       | 1000m           | Shim Suk-hee                                                          | Choi Min-jeong                                                       | Guo Yihan                                                                               |
| 16/11/2014                                             | Montreal       | 3000m aflossing | Zuid-Korea Choi Min-jeong Jeon Ji-soo Lee Eun-byul Shim Suk-hee       | Italië Arianna Fontana Lucia Peretti Arianna Valcepina Elena Viviani | Rusland Jekaterina Konstantinova Jemina Malagich Sofia Prosvirnova Jekaterina Strelkova |
| 13/12/2014                                             | Shanghai       | 500m (1)        | Fan Kexin                                                             | Marianne St-Gelais                                                   | Kim A-lang                                                                              |
| 13/12/2014                                             | Shanghai       | 1500m           | Han Yutong                                                            | Shim Suk-hee                                                         | Li Hongshuang                                                                           |
| 14/12/2014                                             | Shanghai       | 500m (2)        | Li Hongshuang                                                         | Lin Yue                                                              | Kasandra Bradette                                                                       |
| 14/12/2014                                             | Shanghai       | 1000m           | Choi Min-jeong                                                        | Shim Suk-hee                                                         | Marianne St-Gelais                                                                      |
| 14/12/2014                                             | Shanghai       | 3000m aflossing | Zuid-Korea Choi Min-jeong Kim A-lang Lee Eun-byul Noh Do-hee          | China Fan Kexin Han Yutong Li Hongshuang Lin Yue                     | Canada Kim Boutin Kasandra Bradette Joanie Gervais Marianne St-Gelais                   |
| 20/12/2014                                             | Seoel          | 1000m           | Han Yutong                                                            | Marianne St-Gelais                                                   | Elise Christie                                                                          |
| 20/12/2014                                             | Seoel          | 1500m           | Choi Min-jeong                                                        | Han Yutong                                                           | Noh Do-hee                                                                              |
| 21/12/2014                                             | Seoel          | 500m            | Fan Kexin                                                             | Jeon Ji-soo                                                          | Elise Christie                                                                          |
| 21/12/2014                                             | Seoel          | 3000m           | Choi Min-jeong                                                        | Tao Jiaying                                                          | Lee Eun-byul                                                                            |
| 21/12/2014                                             | Seoel          | 3000m aflossing | China Fan Kexin Han Yutong Li Hongshuang Lin Yue                      | Zuid-Korea Choi Min-jeong Jeon Ji-soo Kim A-lang Lee Eun-byul        | Rusland Jekaterina Konstantinova Jemina Malagich Sofia Prosvirnova Jekaterina Strelkova |
| Europese kampioenschappen shorttrack 2015 in Dordrecht |                |                 |                                                                       |                                                                      |                                                                                         |
| 07/02/2015                                             | Dresden        | 1000m           | Kim A-lang                                                            | Fan Kexin                                                            | Marianne St-Gelais                                                                      |
| 07/02/2015                                             | Dresden        | 1500m (1)       | Choi Min-jeong                                                        | Noh Do-hee                                                           | Agnė Sereikaitė                                                                         |
| 08/02/2015                                             | Dresden        | 500m            | Arianna Fontana                                                       | Elise Christie                                                       | Fan Kexin                                                                               |
| 08/02/2015                                             | Dresden        | 1500m (2)       | Shim Suk-hee                                                          | Kim A-lang                                                           | Tao Jiaying                                                                             |
| 08/02/2015                                             | Dresden        | 3000m aflossing | Canada Kim Boutin Kasandra Bradette Audrey Phaneuf Marianne St-Gelais | Italië Arianna Fontana Lucia Peretti Arianna Valcepina Elena Viviani | Frankrijk Tifany Hout Marchand Louise Milesi Aurélie Monvoisin Veronique Pierron        |
| 14/02/2015                                             | Erzurum        | 1000m (1)       | Elise Christie                                                        | Kasandra Bradette                                                    | Shim Suk-hee                                                                            |
| 14/02/2015                                             | Erzurum        | 1500m           | Arianna Fontana                                                       | Marianne St-Gelais                                                   | Kim Boutin                                                                              |
| 15/02/2015                                             | Erzurum        | 500m            | Fan Kexin                                                             | Sofia Prosvirnova                                                    | Elise Christie                                                                          |
| 15/02/2015                                             | Erzurum        | 1000m (2)       | Arianna Fontana                                                       | Yui Sakai                                                            | Kim Boutin                                                                              |
| 15/02/2015                                             | Erzurum        | 3000m aflossing | China Fan Kexin Lin Yue Tao Jiaying Zhou Yang                         | Zuid-Korea Choi Min-jeong Jeon Ji-soo Shim Suk-hee Noh Do-hee        | Canada Geneve Belanger Kim Boutin Kasandra Bradette Marianne St-Gelais                  |
| Wereldkampioenschappen shorttrack 2015 in Moskou       |                |                 |                                                                       |                                                                      |                                                                                         |

### Eindstanden
| #      | Naam               | Punten |
| ------ | ------------------ | ------ |
| Goud   | Fan Kexin          | 56400  |
| Zilver | Jeon Ji-soo        | 31714  |
| Brons  | Marianne St-Gelais | 30581  |

| #      | Naam               | Punten |
| ------ | ------------------ | ------ |
| Goud   | Shim Suk-hee       | 39745  |
| Zilver | Marianne St-Gelais | 30800  |
| Brons  | Choi Min-jeong     | 29277  |

| #      | Naam           | Punten |
| ------ | -------------- | ------ |
| Goud   | Choi Min-jeong | 45898  |
| Zilver | Shim Suk-hee   | 34438  |
| Brons  | Han Yutong     | 28240  |

| #      | Land       | Punten |
| ------ | ---------- | ------ |
| Goud   | Zuid-Korea | 38000  |
| Zilver | China      | 36000  |
| Brons  | Canada     | 29200  |